# Llista de guanyadors de Grans Premis de trial
Aquesta és una llista amb els guanyadors de Grans Premis de trial, ordenada com un rànquing. La llista aplega tots els pilots que han guanyat mai un Gran Premi puntuable per al Campionat del Món de trial en la seva categoria màxima (no comtempla, doncs, els guanyadors de Grans Premis puntuables per al campionat del món indoor, femení, júnior i/o juvenil. Sí que recull, però, totes les victòries aconseguides en Grans Premis dels antics Challenge Henry Groutards i Campionat d'Europa de trial, previs a la seva conversió en Campionat del Món).
A 6 de desembre de 2024.

## Victòries per pilot

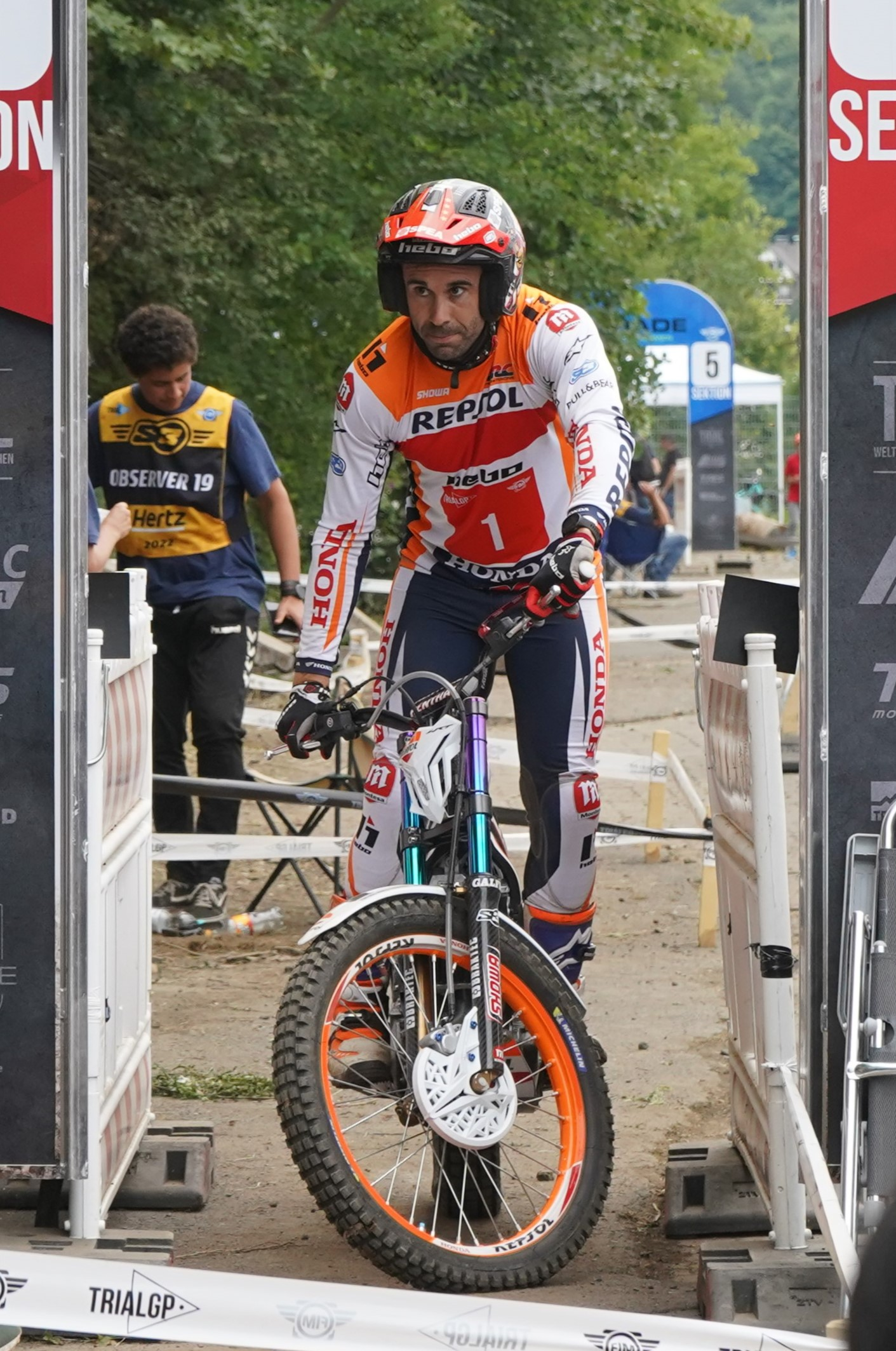
Toni Bou, 154 victòries en GP

|  | Campió del món                      |
|  | Campió d'Europa/Ch. Henry Groutards |

| Rànq. | Pilot             | País | Victòries |
| ----- | ----------------- | ---- | --------- |
| 1     | Toni Bou          | CAT  | 154       |
| 2     | Dougie Lampkin    | GB   | 99        |
| 3     | Jordi Tarrés      | CAT  | 61        |
| 4     | Adam Raga         | CAT  | 56        |
| 5     | Takahisa Fujinami | JAP  | 34        |
| 6     | Eddy Lejeune      | BEL  | 33        |
| 7     | Thierry Michaud   | FRA  | 23        |
| 8     | Bernie Schreiber  | USA  | 20        |
| 9     | Mick Andrews      | GB   | 19        |
| 10=   | Marc Colomer      | CAT  | 18        |
| 10=   | Martin Lampkin    | GB   | 18        |
| 10=   | Malcolm Rathmell  | GB   | 18        |
| 13    | Yrjö Vesterinen   | FIN  | 17        |
| 14    | Ulf Karlson       | SWE  | 15        |
| 15    | Sammy Miller      | NIR  | 13        |
| 16=   | Albert Cabestany  | CAT  | 9         |
| 16=   | Diego Bosis       | ITA  | 9         |
| 16=   | Steve Saunders    | GB   | 9         |
| 19    | Tommi Ahvala      | FIN  | 8         |
| 20=   | Don Smith         | GB   | 6         |
| 20=   | Jaime Busto       | EUS  | 6         |
| 22=   | Graham Jarvis     | GB   | 5         |
| 22=   | Marc Freixa       | CAT  | 5         |
| 22=   | Gilles Burgat     | FRA  | 5         |
| 22=   | Gustav Franke     | GER  | 5         |
| 26=   | Donato Miglio     | ITA  | 4         |
| 26=   | Kenichi Kuroyama  | JAP  | 4         |
| 26=   | Charles Coutard   | FRA  | 4         |
| 26=   | Gordon Farley     | GB   | 4         |
| 26=   | Manuel Soler      | CAT  | 4         |
| 31=   | Amós Bilbao       | ESP  | 3         |
| 31=   | Dave Thorpe       | GB   | 3         |
| 33=   | Jeroni Fajardo    | CAT  | 2         |
| 33=   | Rob Sheperd       | GB   | 2         |
| 33=   | Steve Colley      | IOM  | 2         |
| 33=   | Benny Sellman     | SWE  | 2         |
| 33=   | Denis Jones       | GB   | 2         |
| 38=   | Rob Edwards       | GB   | 1         |
| 38=   | Toni Gorgot       | CAT  | 1         |
| 38=   | Bruno Camozzi     | FRA  | 1         |
| 38=   | Thore Evertsson   | SWE  | 1         |
| 38=   | Alan Lampkin      | GB   | 1         |
| 38=   | Andreas Brandl    | GER  | 1         |
| 38=   | Hans Bengtsson    | SWE  | 1         |
| 38=   | Thierry Girard    | FRA  | 1         |
| 38=   | John Lampkin      | GB   | 1         |
| 38=   | Gabino Renales    | CAT  | 1         |
| 38=   | Lluís Gallach     | CAT  | 1         |
| 38=   | Matteo Grattarola | ITA  | 1         |

## Victòries per nacionalitat
| Rànq. | País         | Pilots | Victòries |
| ----- | ------------ | ------ | --------- |
| 1     | Catalunya    | 11     | 312       |
| 2     | Regne Unit   | 16     | 203       |
| 3     | Japó         | 2      | 38        |
| 4     | França       | 5      | 34        |
| 5     | Bèlgica      | 1      | 33        |
| 6     | Finlàndia    | 2      | 25        |
| 7     | Estats Units | 1      | 20        |
| 8     | Suècia       | 4      | 19        |
| 9     | Itàlia       | 3      | 14        |
| 10    | Alemanya     | 2      | 6         |
| 11    | País Basc    | 1      | 6         |
| 12    | Espanya      | 1      | 3         |

Notes
1. ↑  S'hi compten els pilots nord-irlandesos i els de l'illa de Man.
2. ↑  No s'hi compten els pilots catalans ni els bascos.

## Victòries per marca
| Rànq. | Marca     | Victòries |
| ----- | --------- | --------- |
| 1     | Montesa   | 269       |
| 2     | Beta      | 107       |
| 3     | Gas Gas   | 81        |
| 4     | Bultaco   | 71        |
| 5     | Honda     | 63        |
| 6     | Fantic    | 40        |
| 7     | OSSA      | 14        |
| 8     | Sherco    | 11        |
| 9     | Aprilia   | 10        |
| 10=   | SWM       | 9         |
| 10=   | Yamaha    | 9         |
| 12=   | TRRS      | 8         |
| 12=   | Italjet   | 7         |
| 14    | Zündapp   | 6         |
| 15    | Greeves   | 5         |
| 16    | Suzuki    | 2         |
| 17=   | Triumph   | 1         |
| 17=   | Vertigo   | 1         |
| 17=   | Mecatecno | 1         |